# MSP430

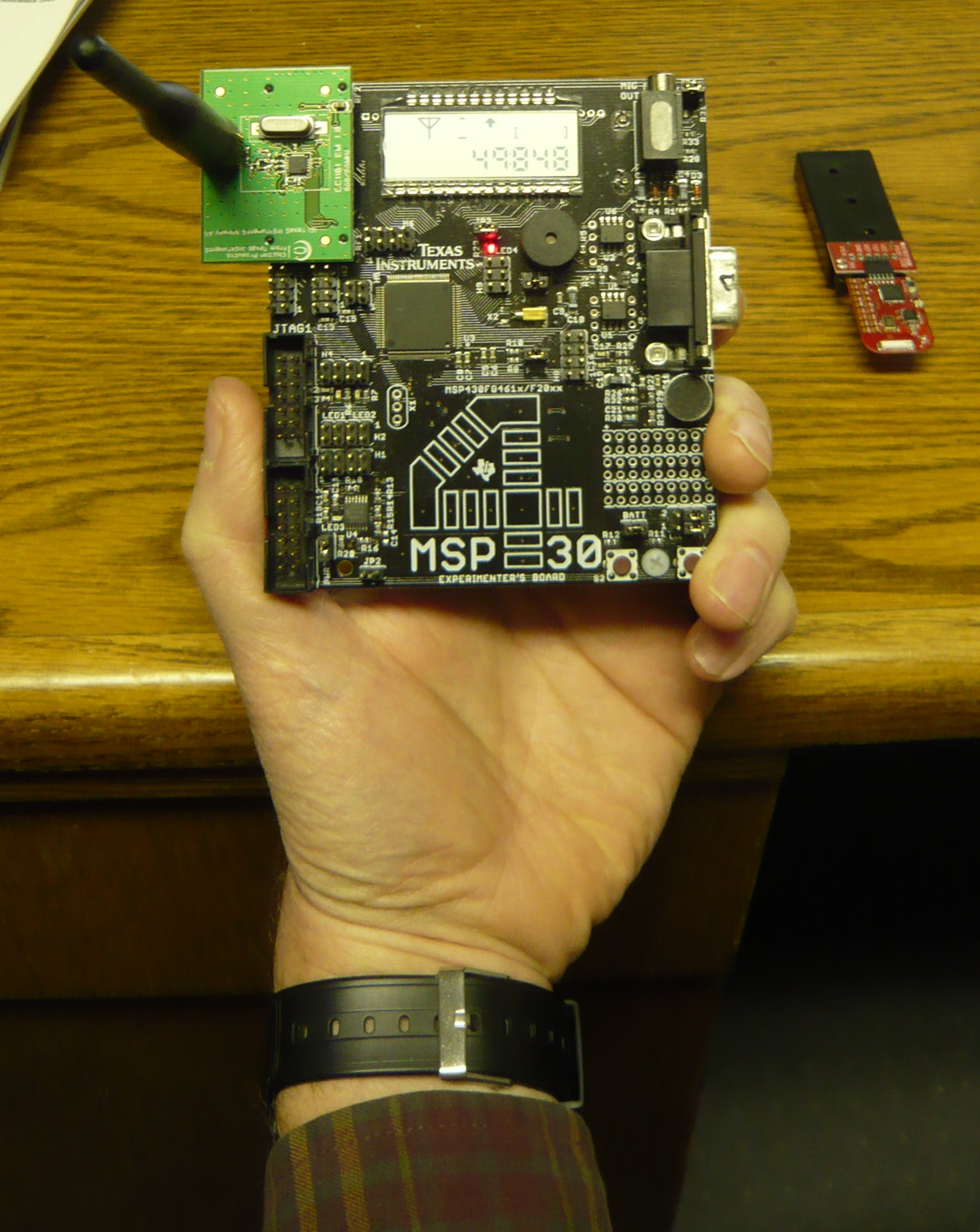
MSP430 FG461.

MSP430 est le nom d´une famille de microcontrôleurs de la marque Texas Instruments. 

## Caractéristiques
Construit autour d'un CPU 16 bits, le MSP430 a été conçu pour des applications embarquées à basse consommation et à faible coût. Il est particulièrement adapté aux applications sans-fil fonctionnant sur batteries. Il ne faut pas confondre MSP430 avec la famille plus récente MSP432, basée sur une architecture 32 bits ARM.
Le composant est décliné en une série de configurations comprenant les périphériques usuels :
- convertisseurs A/D 10/12/14/16 bits,
- convertisseurs D/A 12 bits, comparateurs,
- interfaces USART, SPI, I2C, pilote LCD, watchdog, multiplicateur hardware, DMA, oscillateur interne, etc.

Mis à part certains modèles anciens à EEPROM (MSP430C3xx), certaines versions grand volumes à ROM, tous ces circuits sont programmables par JTAG ou BSL.
Le MSP430 est une option très répandue pour les appareils de mesure à basse consommation alimentés par batterie. Son mode de fonctionnement en attente consomme moins de 1 microampère. Il fonctionne à des fréquences de l'ordre de 8 MHz, 16 pour les modèles les plus récents.
Il a toutefois des limitations qui l'empêchent d'être utilisé dans des systèmes embarqués plus complexes. Par exemple, il n'a pas de bus mémoire externe (qui permettrait d'accéder efficacement à des mémoires RAM / ROM externes) et sa capacité de mémoire (8K de RAM, 1Mo de flash pour les mieux dotés) peut se révéler insuffisante pour des applications qui demandent de grandes tables de données.

## Outils de développement
Plusieurs environnements de développement sont disponibles pour ce microcontrôleur. 
Texas Instruments, IAR systems, Crossworks, Rowlet associates, et VisSim offrent des solutions complètes d'environnements de développement avec diverses sortes de versions d'évaluation limitées soit en temps, soit en volume de code. Le monde du logiciel libre offre aussi une solution MSPGCC utilisables sur plusieurs plateformes. Cet environnement est basé sur les compilateur et débogueur GNU.
Pour la partie programmation le msp430 a son programmateur, le ez430, qui est de la taille d'une clé usb, il sert de programmateur, débogueur et simulateur. C'est un système de développement bon marché : environ 20 $ l'ez430 et  1 $ ou 2 $ (selon modèle) pour les microcontrôleurs.